# Renato Boccardo
Pour les articles homonymes, voir Boccardo (homonymie).
Renato Boccardo (né le 21 décembre 1952 à Saint-Ambroise) est un évêque italien, actuel archevêque de Spoleto-Norcia, qui a rempli de hautes fonctions au sein de la Curie romaine.

## Biographie
Renato Boccardo est entré au service diplomatique du Saint-Siège en 1982 et a été, à ce titre, envoyé en mission dans les nonciatures apostoliques de Bolivie (en), du Cameroun et de la France.
À partir de 1992, il s'est vu confier la responsabilité de la section « jeunes » au sein du Conseil pontifical pour les laïcs, chargée notamment de l'organisation et de la coordination des Journées mondiales de la jeunesse. Il est en même temps l'un des cérémoniaires du pape.
Renato Boccardo a préparé les JMJ de Denver (1993), Manille (1995), Paris (1997) et Rome (2000).
À partir de 2001, il est également nommé responsable des voyages du pape.
En 2003, il devient secrétaire du Conseil pontifical pour les communications sociales et reçoit l'ordination épiscopale en la basilique Saint-Pierre, des mains du cardinal secrétaire d'État Angelo Sodano, le 24 juin 2004.
Nommé secrétaire général de l'État du Vatican en 2005, il devient en 2009 archevêque de Spoleto-Norcia (Italie).
Sa devise épiscopale est  : « Je ne rougis pas de l'Évangile. »